# 적도 기니의 경제
적도 기니의 경제는 전통적으로 코코아와 커피와 같은 상품에 의존해 왔지만, 1980년대에 상당한 석유 매장량의 발견과 개발로 인해 현재는 석유에 크게 의존하고 있다. 2017년, 보츠와나를 제외하고 사하라 이남 아프리카 국가 중 유일하게 "후진국"으로 졸업했다.
그러나 경제 성장과 인프라 개선에도 불구하고 2015년 유엔 인간 개발 지수에서 188개국 중 138위에 불과했고 GNI의 인상적인 수치에도 불구하고 지니 계수 65.0이 전 세계에서 가장 높기 때문에 여전히 극심한 빈곤에 시달리고 있다. 2014년 유가가 붕괴된 후, 경제는 자유낙하에 들어갔고, 성장률은 약 15%에서 -10%로 하향곡선을 그었다.

## 경제

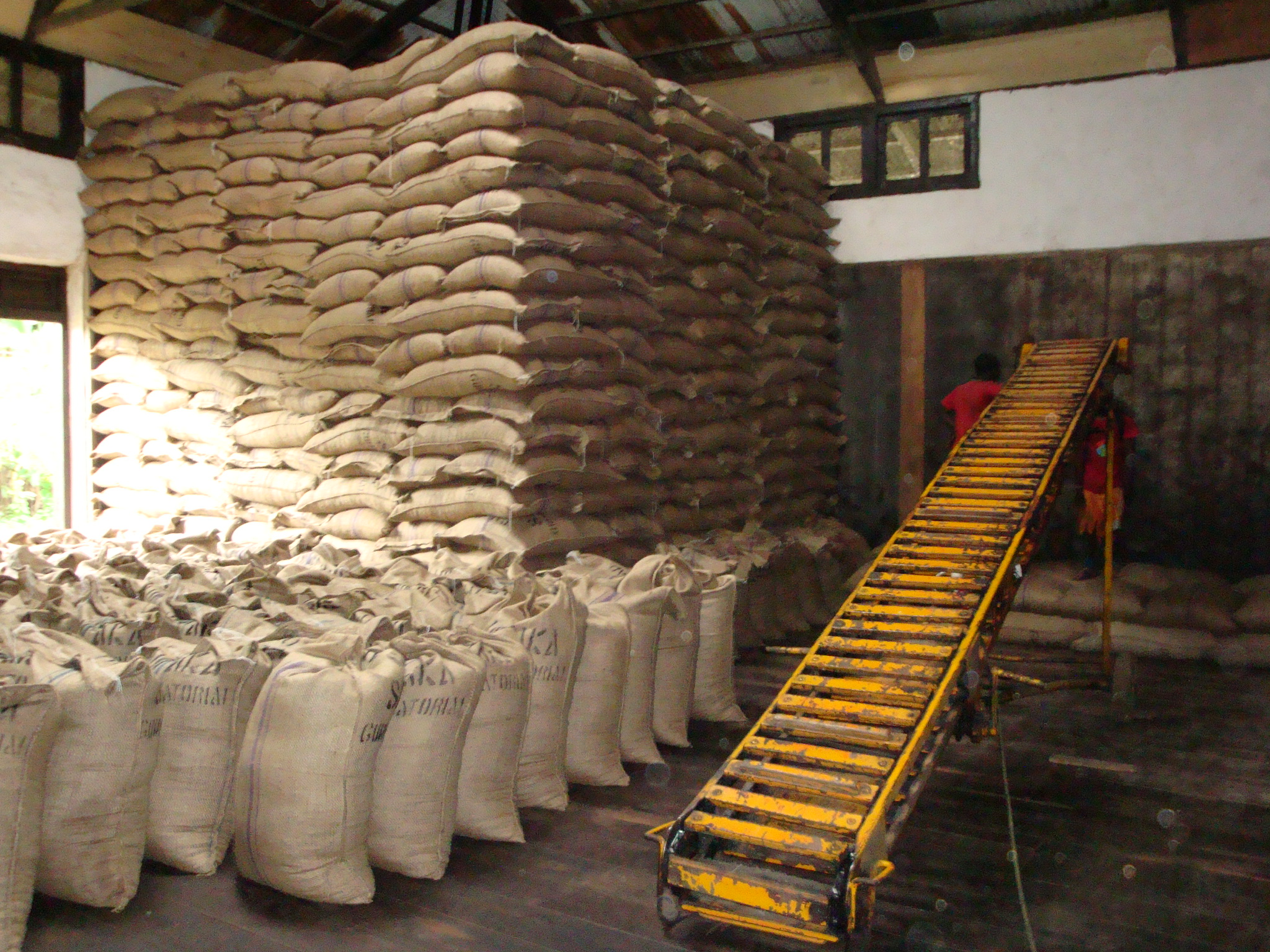
코코아 공장 (2008년)

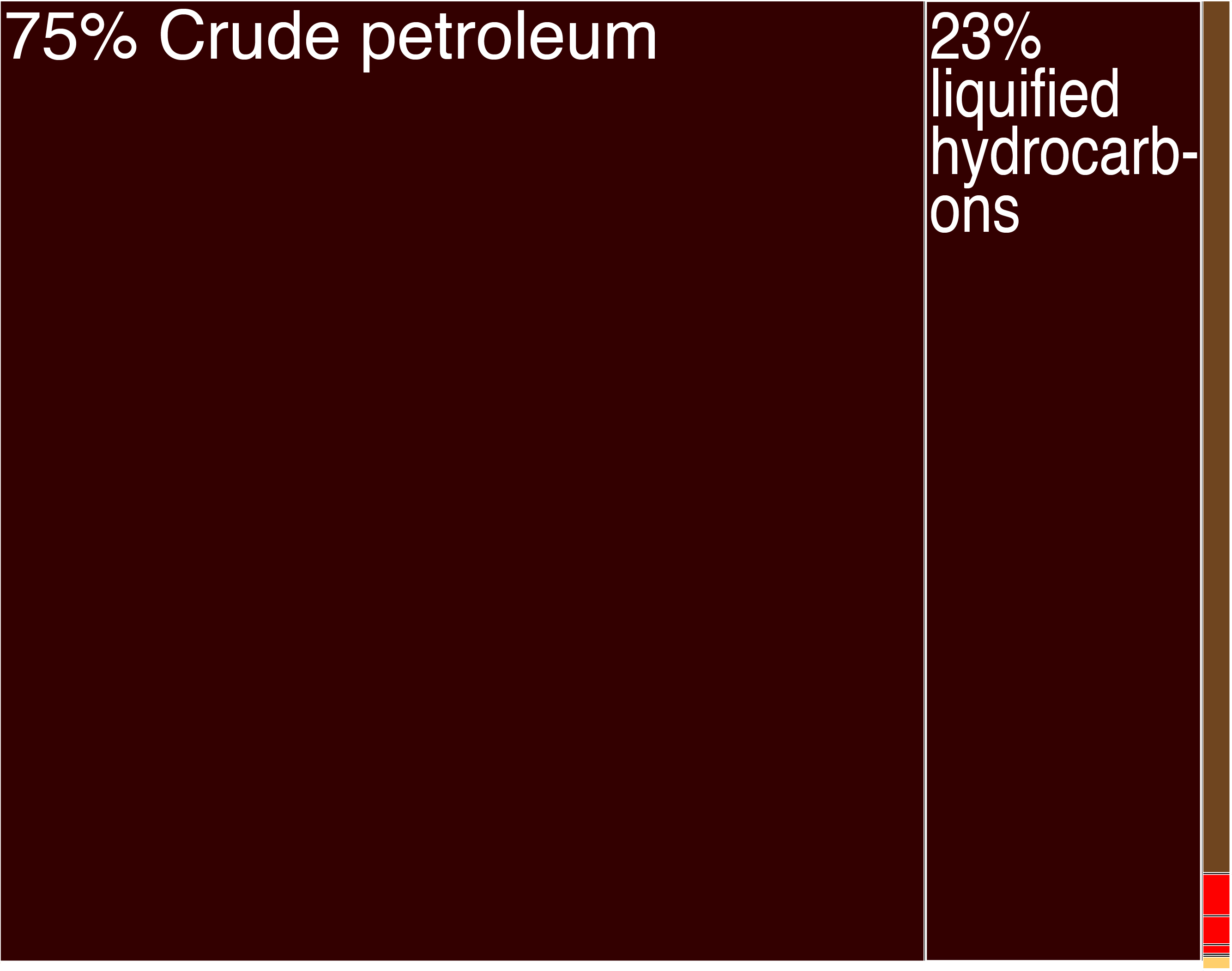
적도 기니 트리맵 수출 (2009년)

독립 전 적도 기니는 경화 수입을 코코아 생산에 의존했다. 1959년 아프리카 1인당 국민 소득은 세계에서 가장 가난한 나라 중 하나였던 수십 년 후에 여전히 가장 높았다.
1996년 대규모 석유 매장량의 발견과 그들의 후속 개발은 정부 수입의 극적인 증가에 기여했다. 2004년 기준으로 적도 기니는 사하라 이남 아프리카에서 세 번째로 큰 산유국이다. 석유 생산량은 하루 36만 배럴(57,000m3/d)로 불과 2년 전 하루 22만 배럴(35,000m3/d)에서 증가했다.
임업, 농업, 어업 또한 GDP의 주요 구성 요소이다. 자급자족 농업이 우세하다. 독립 이전 적도 기니는 코코아 생산에 경화 수입을 의존했지만, 연이은 정권 하에서 농촌 경제의 방치는 농업 주도의 성장 잠재력을 감소시켰다. 그러나 정부는 농업에 석유 수입의 일부를 재투자할 의향을 밝혔다. 세계은행과 IMF가 후원한 여러 지원 프로그램들은 1993년 이후 부패와 잘못된 관리로 인해 중단되었다. 막대한 석유 수입으로 인해 더 이상 양허금융을 받을 자격이 없게 된 정부는 세계은행 및 IMF와 "그림자" 재정 관리 프로그램에 합의하려고 노력했으나 성공하지 못했다. 대부분의 기업들은 정부 관리들과 그 가족들이 소유하고 있다. 티타늄, 철광석, 망간, 우라늄, 충적금(적도 기니의 광업) 등이 개발되지 않았다. 2005년과 2006년에도 석유 주도의 성장은 견조했다.

## 사회 기반 시설
기반 시설은 일반적으로 낡고 열악한 상태이다. 현재 지상 수송은 매우 제한적이며, 포장된 도로는 700km를 넘지 않는다. 아프리카 개발 은행은 말라보에서 루바와 리아바까지 포장된 도로를 개선하는 것을 돕고 있다. 중국인들은 몽고모과 바타를 본토에 연결하는 프로젝트를 진행하고 있으며, 유럽 연합은 적도 기니에서 카메룬과 가봉까지 연결하는 국가 간 도로망에 자금을 지원하고 있다. 도로 정비는 종종 불충분하다.
적도 기니의 더 큰 도시에서는 세 개의 소규모 과로 수력발전 시설과 많은 노후 발전기 덕분에 전기를 사용할 수 있다. 1999년 국내 생산량은 약 13MWh였다. 말라보에는 미국 회사인 CMS-노메코가 2000년 중반에 시작된 정부 자금으로 10메가와트 규모의 전기 공장을 건설했고, 생산능력을 두 배로 늘릴 계획이 추진되고 있다. 이 공장은 수도에 개선된 서비스를 제공하지만 여전히 가끔 정전이 일어난다. 본토에서 가장 큰 도시인 바타는 여전히 정기적인 정전을 하고 있다.
물은 주요 도시에서만 사용할 수 있으며, 정비 불량과 관리 소홀로 인해 항상 신뢰할 수 있는 것은 아니다. 일부 마을과 시골 지역에는 발전기와 양수기가 설치되어 있으며, 보통 개인 소유이다.
오랑주의 프랑스 자회사가 보유한 소수 소유 지분을 보유한 합작법인 파라스타탈 게테사는 주요 도시에서 전화 서비스를 제공하고 있다. 일반 시스템은 과도하게 확장되었지만, 오랑주는 대중적인 GSM 시스템을 도입했다. 이것은 말라보와 바타에서 일반적으로 신뢰할 수 있는 시스템이다.

## 같이 보기
- 유엔 아프리카 경제 위원회